# Bombardements stratégiques alliés contre les ressources pétrolières de l'Axe

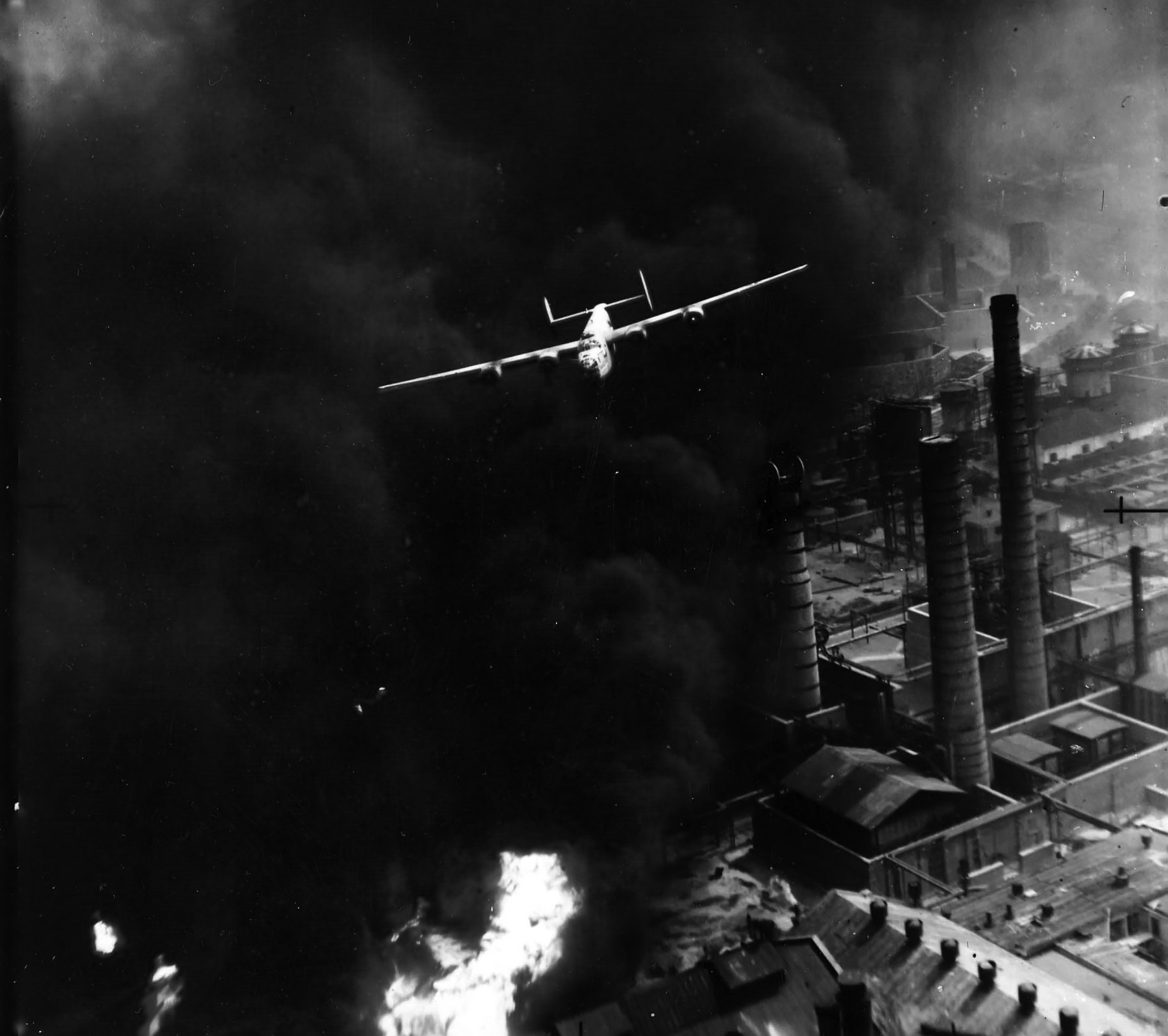
Photographie montrant le bombardier The Sandman, un Consolidated B-24 Liberator, alors qu'il émerge de fumées provoquées par un bombardement de la raffinerie Astra Romana située à Ploiești, Roumanie pendant l'opération Tidal Wave.

Les bombardements stratégiques alliés contre les ressources pétrolières de l'Axe (en anglais, Oil Campaign of World War II) procèdent d'une campagne militaire de bombardement stratégique contre les pays de l'Axe qui visait à réduire leurs réserves de produits pétroliers (pétrole brut, hydrocarbures et lubrifiants). Les bombardements ciblaient les raffineries de pétrole, les sites de synthèse de l'essence, les dépôts et les installations connexes. Un important raid survint pendant l'opération Tidal Wave en 1943 : il s'agissait de la première attaque à l'intérieur d'un pays sous contrôle allemand. Le « dernier raid stratégique majeur » de cette campagne eut lieu contre une raffinerie norvégienne en avril 1945,.

## Aspects stratégiques

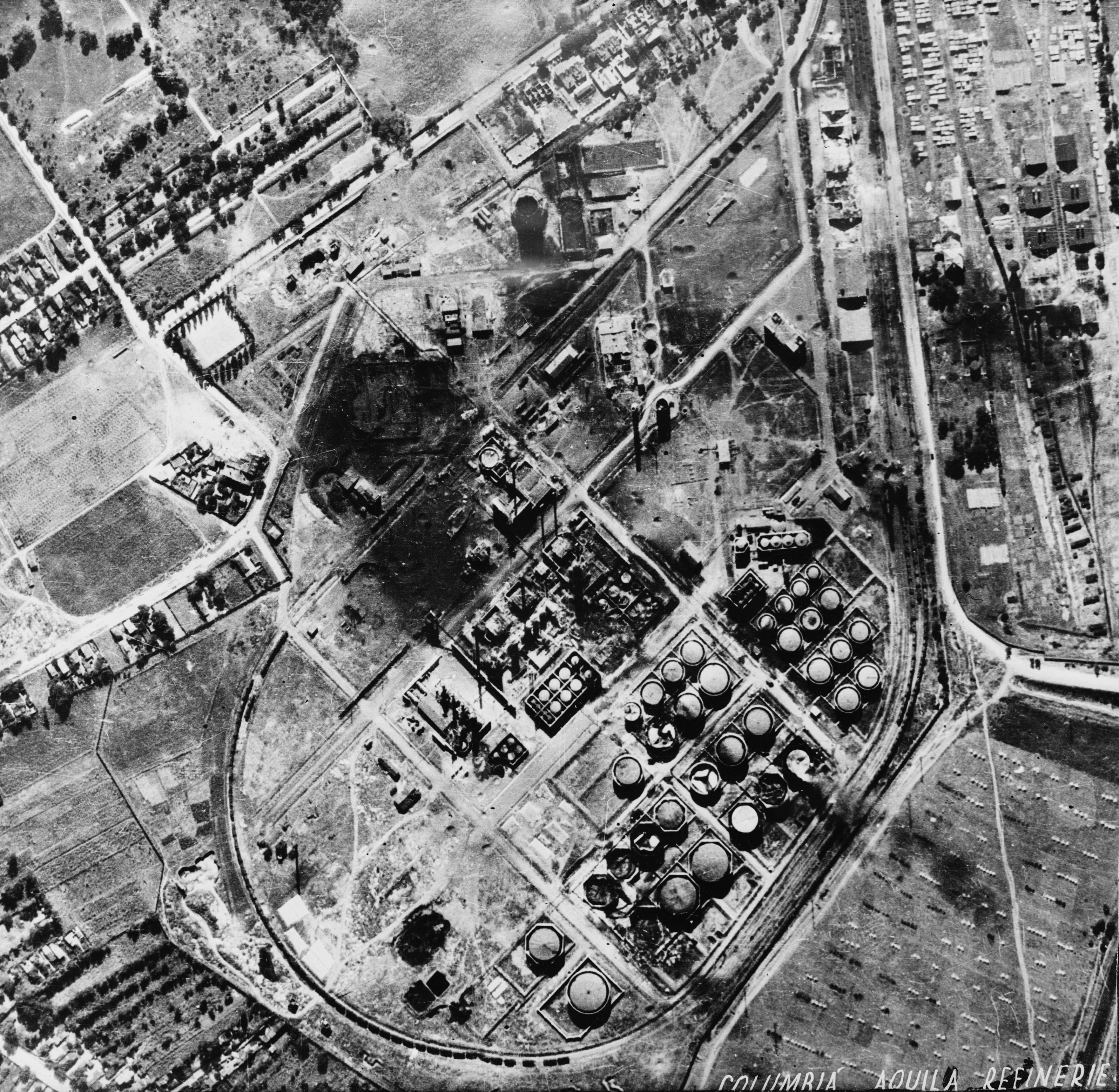
La raffinerie Columbia Aquila à Ploiești après le bombardement.

Les produits pétroliers étaient essentiels à l'Allemagne en guerre et, en février 1941, le British Air Staff fit la prévision que la destruction par la RAF de la moitié de 17 cibles diminuerait la production allemande de 80 %. Les forces armées américaines effectuèrent leurs premiers bombardements en Europe contre les raffineries de Ploiești en Roumanie le 12 juin 1942. Bien que le Rapport Butt ait constaté que les bombardements effectués par la RAF étaient imprécis, la conférence de Casablanca aurait soutenu en janvier 1943 l'importance d'attaques contre les cibles pétrolières en Allemagne. Par la suite, cet objectif cessa d'être prioritaire, et les bombardements contre les installations de production d'essence synthétique ne commencèrent qu'après débarquement de Normandie en juin 1944.
Le ministère de l'Économie de guerre a approuvé le « Plan for Completion of Combined Bomber Offensive » de mars 1944, lequel était à la fois une évaluation des réserves pétrolières de l'Allemagne et un projet d'attaques contre quatorze sites de synthèse et treize raffineries de pétrole. Le plan estimait que les bombardements pouvaient réduire la production allemande de 50 %, ce qui amènerait celle-ci à 30 % de moins que ce dont l'Allemagne nazie avait besoin. De plus, le plan indiquait trois autres objectifs prioritaires : fabrication de chasseurs et de roulements à billes, fabrication de caoutchouc et production de bombardiers. Le succès des bombardements des 12 et 28 mai 1944, ainsi que la confirmation de l'importance et de la vulnérabilité des installations pétrolières (grâce aux communications Ultra et à différents rapports) ont relevé la priorité des installations pétrolières au plus haut niveau le 3 septembre 1944.
À la fin de l'été 1944, les Alliés commencèrent à recourir aux avions de reconnaissance pour établir le temps nécessaire pour reconstruire les sites bombardés. Malgré les conditions météorologiques difficiles, « [ce] fut une énorme percée… un site était détruit… lors d'attaques successives contre son système électrique – son système nerveux – et contre ses entrées principales de gaz et d'eau, ». Cependant, à cause du temps difficile à l'automne et à l'hiver, une plus grande quantité de bombes fut larguée sur les cibles du Transportation Plan que sur les cibles pétrolières. En janvier 1945, les cibles pétrolières cessèrent d'être considérées comme prioritaires lorsque la Luftwaffe commença à utiliser des Messerschmitt Me 262, des « avions à réaction si supérieurs et si nombreux qu'ils menaçaient notre supériorité aérienne pas seulement en Allemagne, mais aussi en Europe de l'Ouest, ».

### Citations originales
1. ↑  (en) « This was the big breakthrough … a plant would be wounded … by successive attacks on its electrical grid — its nervous system — and on its gas and water mains. »
2. ↑  (en) « jets of such superior performance and such numbers as to challenge our aerial supremacy over not only Germany but all of Western Europe »